# Vodno hlajenje
Vodno hlajene tudi tekočinsko hlajenje je način ohlajanja motorjev ali drugih industrijskih komponent s pomočjo vode (oz. tekočine). Voda je relativno poceni, ni strupena in ima visoko specifično toploto, kar pomeni da lahko majhne količine vode odvedejo veliko količino toplote. Alternativa vodnemu hlajenje je zračno hlajenje.
V veliko primerih se vodi doda sredstvo proti zmrzovanju (antifriz), tako da ne pride do zmrzovanja pri nizkih temperaturah. 
Slabost vodnega hlajenja je, da lahko v nekaterih primerih pride do puščanja, korozije in rasti mikroorganizmov

## Uporaba vodnega hlajenja
- Hlajenje batni motorjev - bencinski in dizelski motorji
- Hladilni stolpi v termoelektrarnih in jedrskih elektrarnah
- Hlajenje računalnikov in druge elektronike
- Hlajenje v rafinerijah
- Hlajenje strojnic